# Delivery order
Nel commercio marittimo l'ordine di consegna (in inglese delivery order o  D/O) è un ordine diretto al capitano (Master) di una nave di consegnare una determinata quantità di merce a valere su un quantitativo precedentemente caricato con regolare polizza di carico.
Il documento viene utilizzato quando vi è la necessità di suddividere fra diversi destinatari una quantità di merce caricata mediante una sola polizza di carico. Ad esempio se nelle stive o nelle cisterne di una nave un unico venditore ha caricato alla rinfusa cereali o liquidi destinati a compratori differenti.
L'ordine di consegna si dice "proprio" solo se è emesso da un vettore (carrier) o da un suo rappresentante (raccomandatario).
L'ordine di consegna proprio è un titolo rappresentativo di merce e dà quindi al legittimo possessore un diritto reale sulla merce nominata.
L'obbligo da parte del vettore o del raccomandatario all'emissione dell'ordine di consegna sussiste solo se è previsto nel contratto di trasporto. All'atto di emissione dell'ordine di consegna il vettore è tenuto ad annotarne gli estremi (quantità e qualità della merce) sulla polizza di carico. Qualora l'intero lotto caricato sia interamente coperto da ordini di consegna il vettore non può consegnare l'originale della polizza di carici al caricatore (forwarder) ma deve trattenerlo presso di sé.
L'ordine di consegna proprio può essere al "portatore" (raramente), "all'ordine" o "nominativo" e conseguentemente esso può essere trasferito fra vari soggetti con le seguenti modalità:
- se al portatore mediante la consegna fisica del documento;
- se all'ordine mediante una o più girate (endorsements);
- se nominativo mediante annotazione del nuovo beneficiario oppure con il rilascio di un nuovo titolo in capo al nuovo beneficiario.